# Hans Grässel

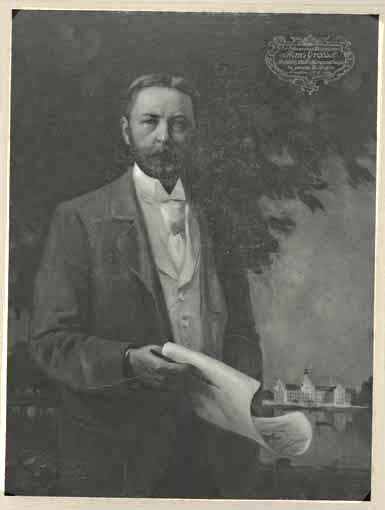
Hans Grässel

Hans Georg Grässel (* 8. August 1860 in Rehau, Oberfranken; † 10. März oder 11. März 1939 in München) war ein deutscher Architekt und Baubeamter in München. Unter anderem galt er als bedeutender Friedhofs- und Schularchitekt.

## Leben und Werk

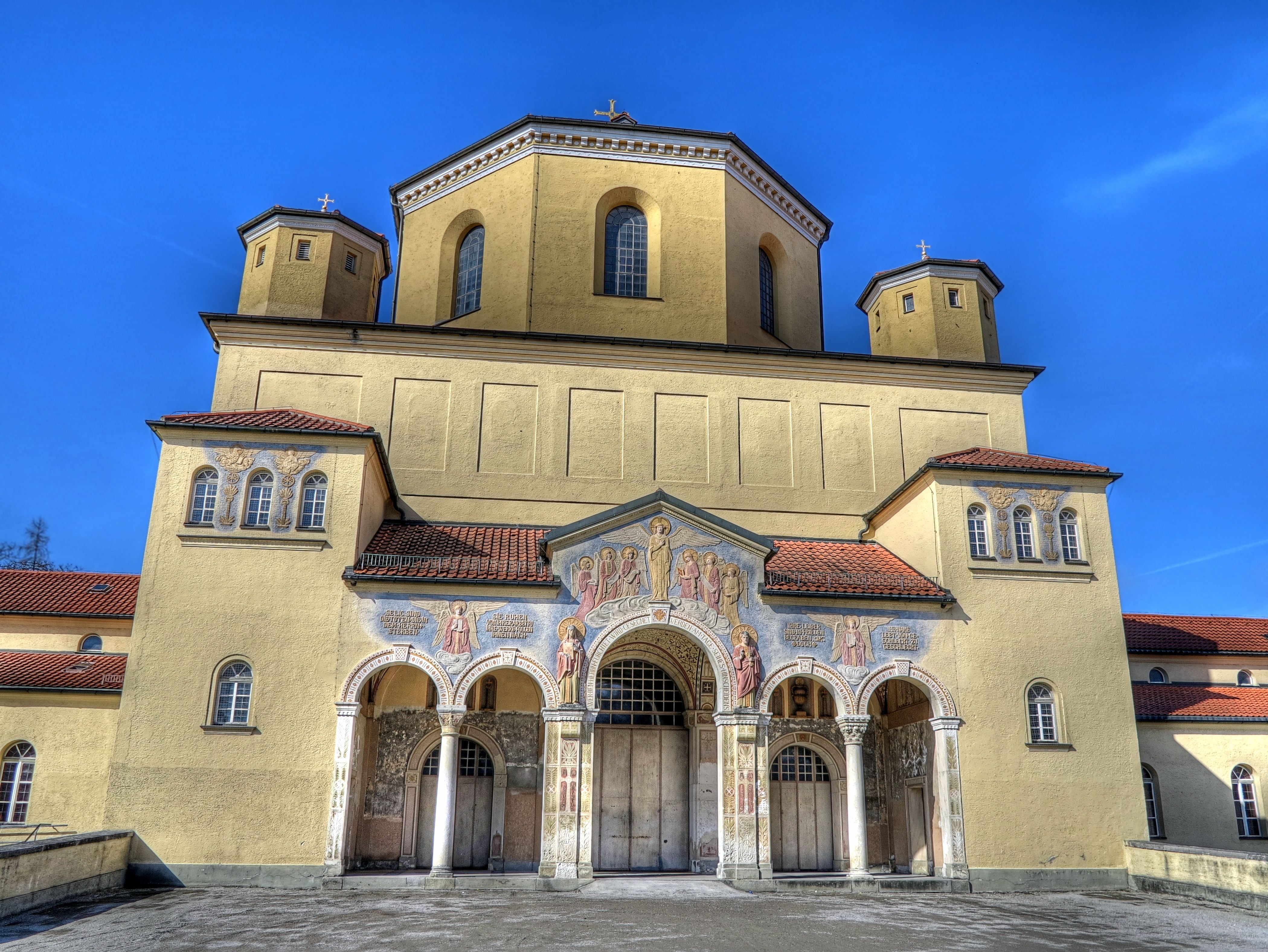
Aussegnungshalle des Münchner Nordfriedhofs

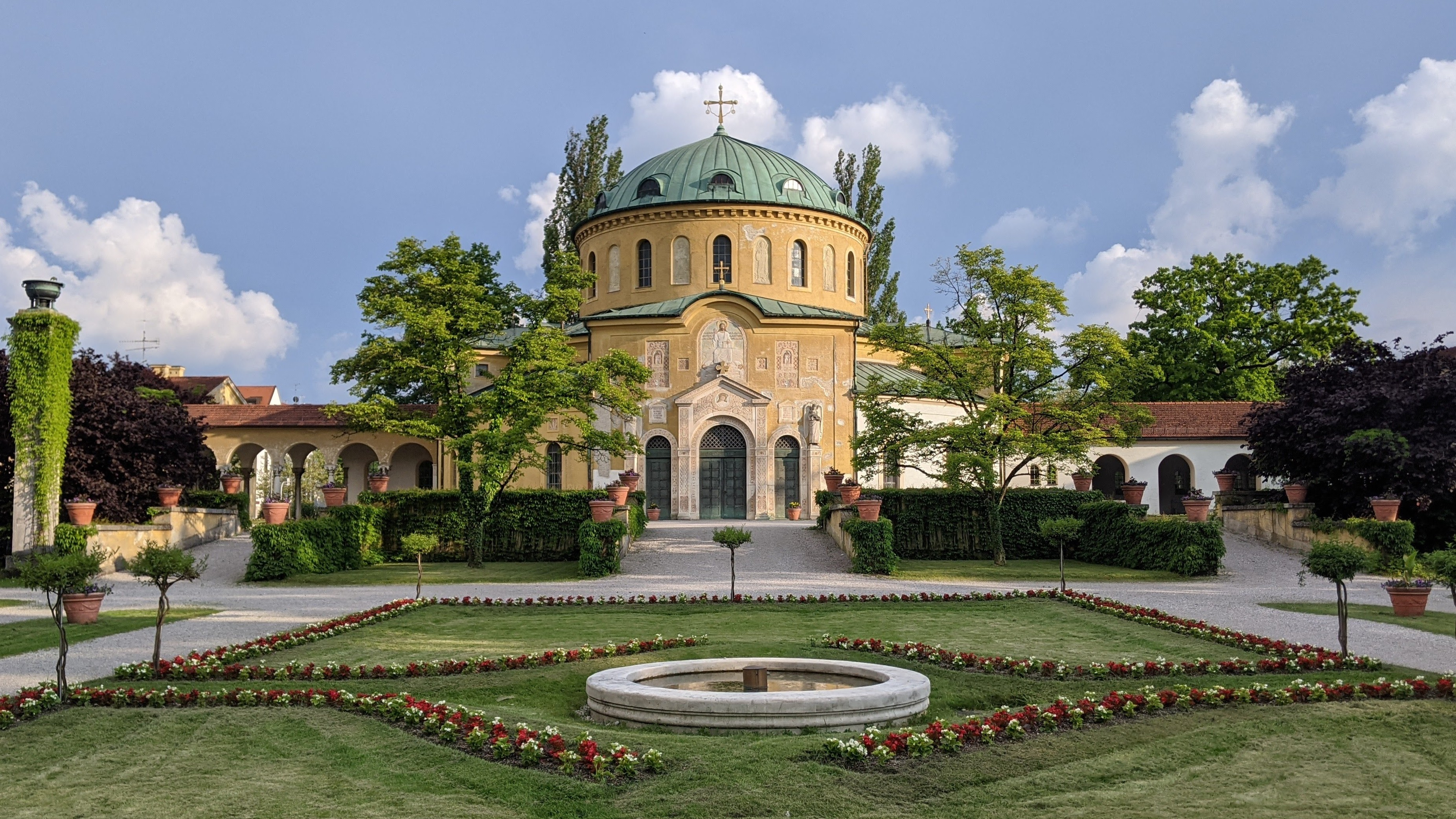
Aussegnungshalle des Westfriedhofs (Nordseite)

Von 1877 bis 1881 studierte Grässel Architektur an der Technischen Hochschule München. 1877 wurde er Mitglied des Corps Rheno-Palatia München, das ihn bis heute besonders ehrt.
Nach dem Studium war er zunächst von 1881 bis 1885 als Staatsbaupraktikant in Nürnberg und Bad Kissingen tätig, bevor er 1885 die Prüfung für den Bayerischen Staatsbaudienst ablegte. Danach war er bis 1886 Mitarbeiter im Büro des Architekten Georg von Hauberrisser. Ab 1886 bis 1888 war er im Staatsbaudienst beim Königlichen Landbauamt München angestellt, wurde 1888 Bezirksingenieur der Lokalbaukommission, 1890 Bauamtmann für Hochbau und 1900 Stadtbaurat am Stadtbauamt München, von 1920 bis 1928 Stadtbaudirektor von München. 1902 erhielt er auf der Großen Berliner Kunstausstellung eine kleine Goldmedaille. Im selben Jahr war er zusammen mit seinen Architektenkollegen Gabriel von Seidl (1848–1913), August Thiersch (1843–1917) und Franz Zell (1866–1961) maßgeblicher Mitbegründer des Vereins für Volkskunst und Volkskunde in München, der später in Bayerischer Landesverein für Heimatpflege umbenannt wurde. Von 1912 bis 1930 war Grässel zudem Dozent an der Technischen Hochschule München.
Für München entwickelte er ein völlig neues Friedhofskonzept. Ab 1890 plante er vier große Friedhöfe (Nordfriedhof, Ostfriedhof, Westfriedhof und Waldfriedhof), jeden einzelnen davon als Gesamtkunstwerk: dezentral und in jeder Himmelsrichtung einen. Unter anderem entwarf ab 1896 die Leichen- und Trauerhalle des Münchner Nordfriedhofs. Dazu kam 1904–1908 der Neue Israelitische Friedhof.
Er verfasste darüber hinaus zahlreiche Schriften über die Münchner Architektur und die Friedhofsgestaltung. Bereits 1914 hatte er erste Pläne für den Bau einer U-Bahn in München. Als Stadtbaudirektor ließ er Fotografien von Gebäuden anfertigen, die abgerissen werden sollten, um so die alte Bausubstanz Münchens zu dokumentieren. 1999 erschien eine Sammlung dieser Bilder in Buchform.
Hans Grässel starb im Alter von 78 Jahren.

## Grabstätte

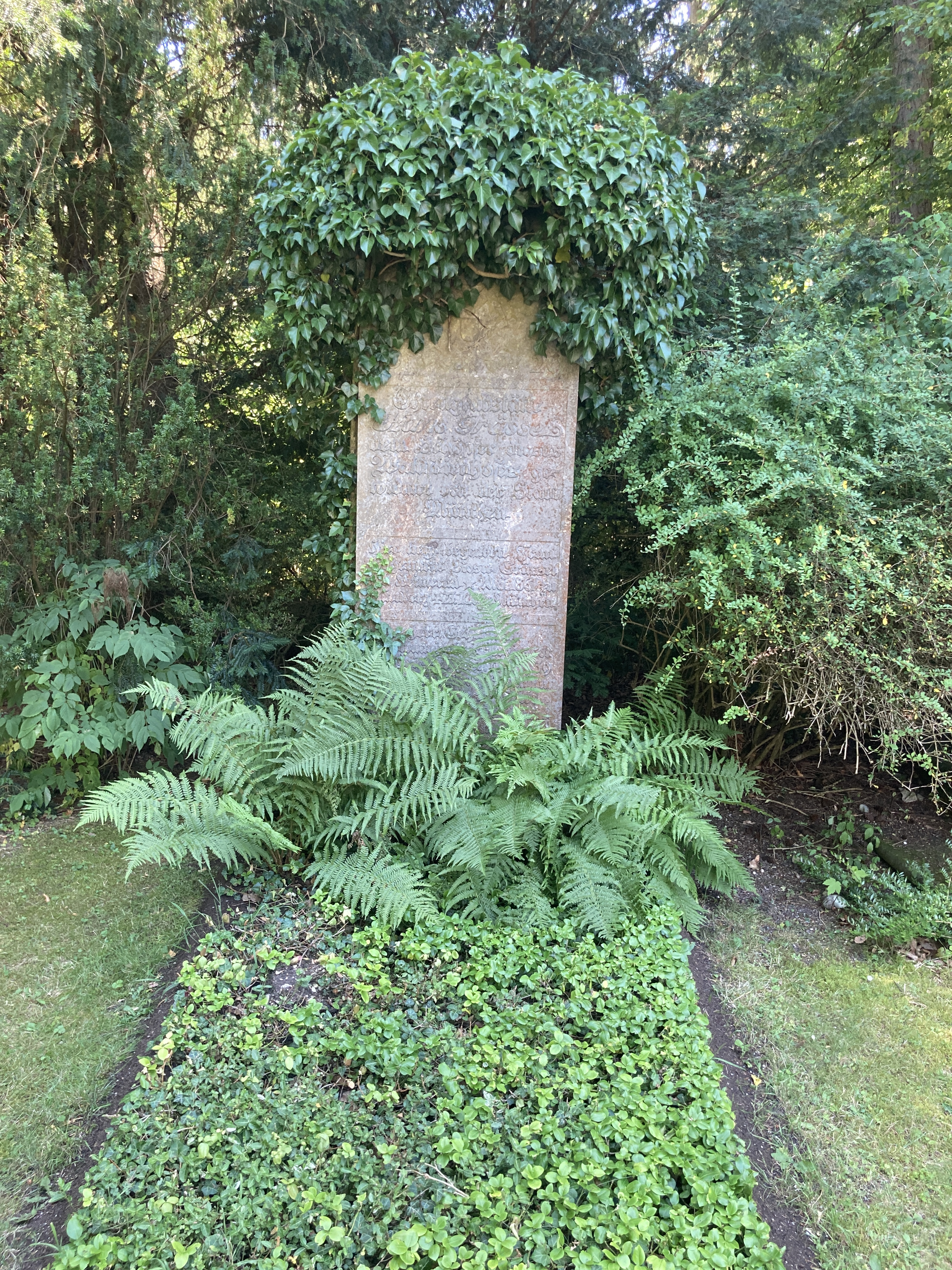
Ehrengrab von Hans Grässel auf dem Münchner Waldfriedhof gegenüber der alten Aussegnungshalle

Die Grabstätte von Hans Grässel befindet sich in einer Ehrengrabstätte auf dem Münchner Waldfriedhof gegenüber der alten Aussegnungshalle (Grabnr. V-SG).Standort

## Ehrungen
Grässel wurde 1914 der Orden Pour le mérite für Wissenschaft und Künste verliehen. Auch wurde ihm eine Ehrendoktorwürde (Dr.-Ing. E. h.) verliehen. 1907 erhielt er den Bayerischen Maximiliansorden für Wissenschaft und Kunst.
Nach Hans Grässel wurde 1947 in München im Stadtteil Neuhadern (Stadtbezirk 20 - Hadern) der Hans-Grässel-Weg (48° 6′ 46,8″ N, 11° 29′ 57″ O) benannt. Der Weg liegt ganz in der Nähe des von Hans Grässel entwickelten Waldfriedhofs.

## Werk (Auswahl)

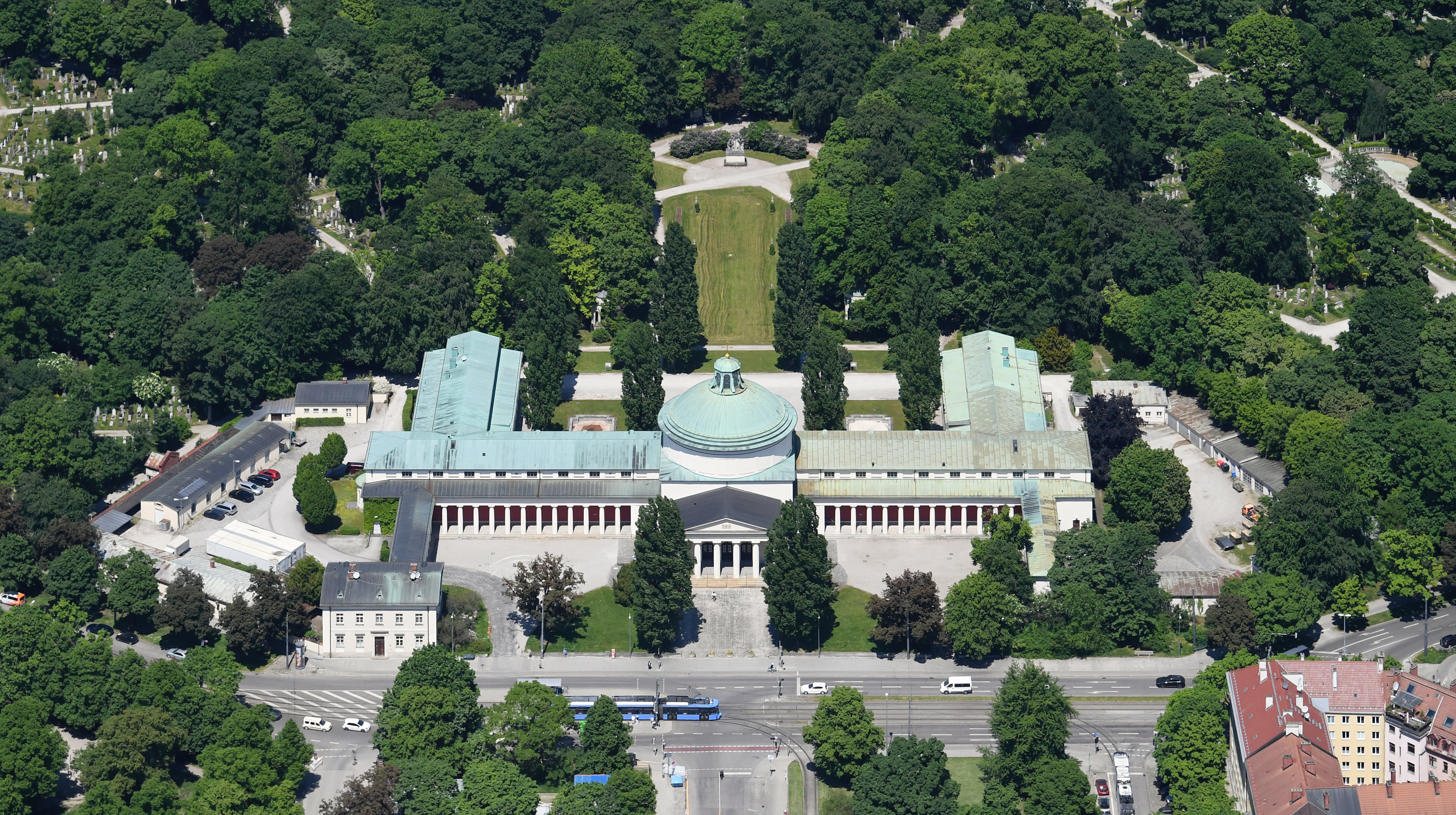
Friedhofsgebäude des Ostfriedhofs in München

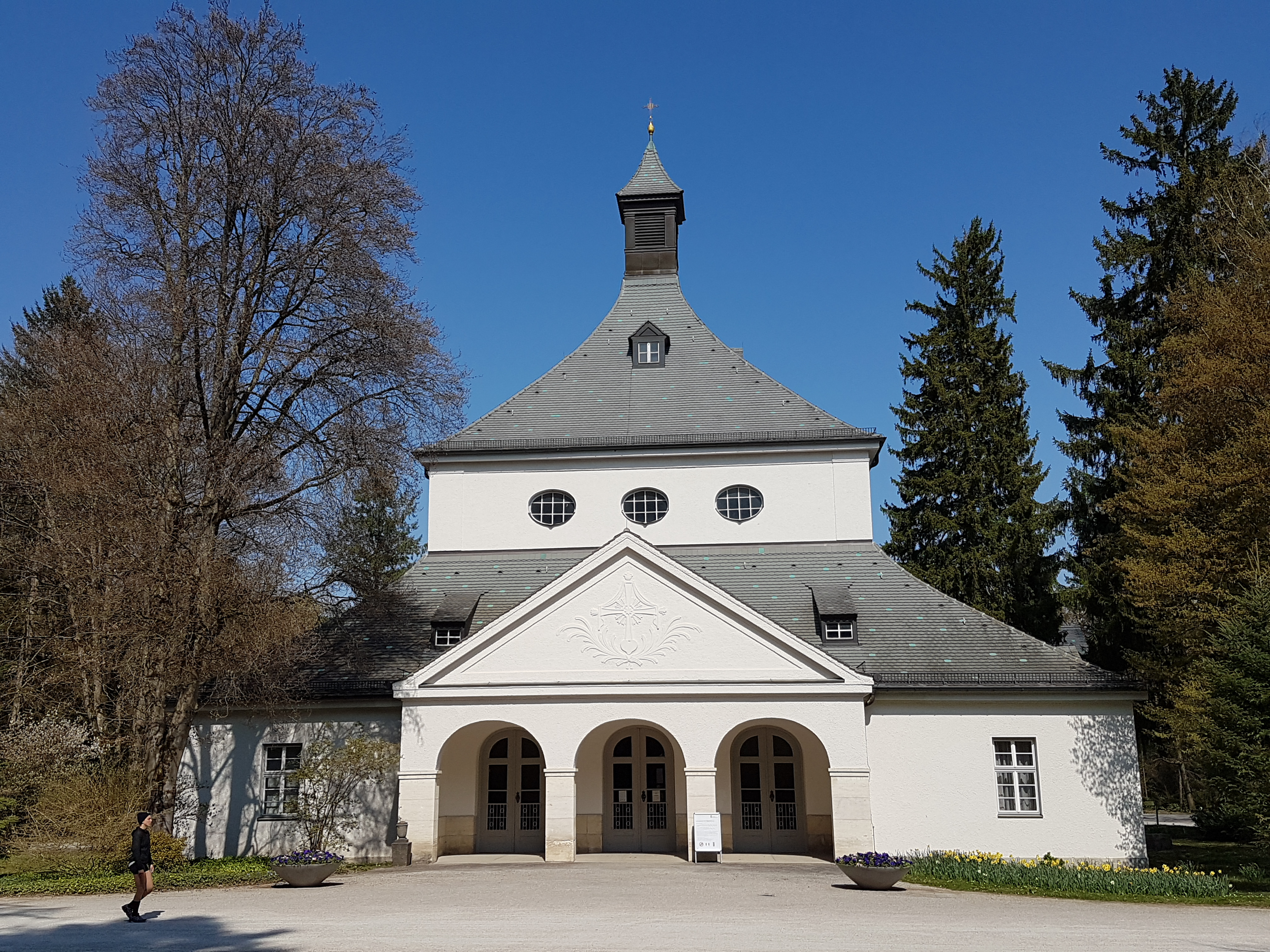
Alte Aussegnungshalle im Waldfriedhof München

- 1893: Ehemaliges Zollhaus an der Englschalkinger Straße 161. Im Jahr 1964 abgebrochen.[5] Im Jahr 1928 Bez. mit Zollhaus, Haus Nr. 161, Bolzennummer #1861.[6][7]
- 1894: Ehemaliges Brausebad, später Öffentliche Bedürfnisanstalt am Bavariaring
- 1894: Ehemaliges Zollhaus (kleines Wohnhaus mit Portikus) in München, Geiselgasteigstraße 1
- 1894–1900: Friedhofsgebäude des Ostfriedhofs in München
- 1896–1899: Münchner Waisenhaus
- 1898: Corpshaus des Corps Rheno-Palatia in München, am Platzl 8 (1944 kriegszerstört; heute dort Schuhbecks Südtiroler Stuben)
- 1899–1900: Schule in München, Dom-Pedro-Platz
- 1901–1902: 1903–1904: Volksschule an der Fürstenrieder Straße 30
- 1904–1907: Altenheim Heilig Geist, Dom-Pedro-Platz
- o. J.: Gewerbeschule in München, Liebherrstraße 13
- 1904–1908: Neuer Israelitischer Friedhof München, Garchinger Straße 37
- 1905–1907: Waldfriedhof München
- 1905–1907: Grundschule am Agilolfingerplatz, München-Untergiesing
- 1906–1908: Sanatorium am Hausstein in Schaufling
- 1907–1908 Königliche Lehrerinnen-Bildungsanstalt München an der Frühlingstraße
- 1911: Volksschule an der Implerstraße in München
- 1913–1914: Waldfriedhof Schaffhausen (Schweiz)
- 1912–1914: Städtisches Verwaltungsgebäude für Arbeiterangelegenheiten (ehemaliges Arbeitsamt) in München
- 1912–1913: Ehemaliges Wehramt in München, heutiges Stadtarchiv
- o. J.: Münchener Friedhofsbauten am Westfriedhof, Nordfriedhof, Ostfriedhof und Waldfriedhof (alter Teil)
- 1920: Waldfriedhof in Memmingen
- o. J.: Maria-Probst-Realschule in München
- 1924–1927: Altenheim St. Josef am Luise-Kiesselbach-Platz in München Sendling
- 1925–1929: Waldfriedhof in Füssen
- 1926–1927: Lutherkirche in München
- 1927–1928: Grundschule in München, Fröttmaninger Straße
- 1929: Galerieflügel am Lenbachhaus in München

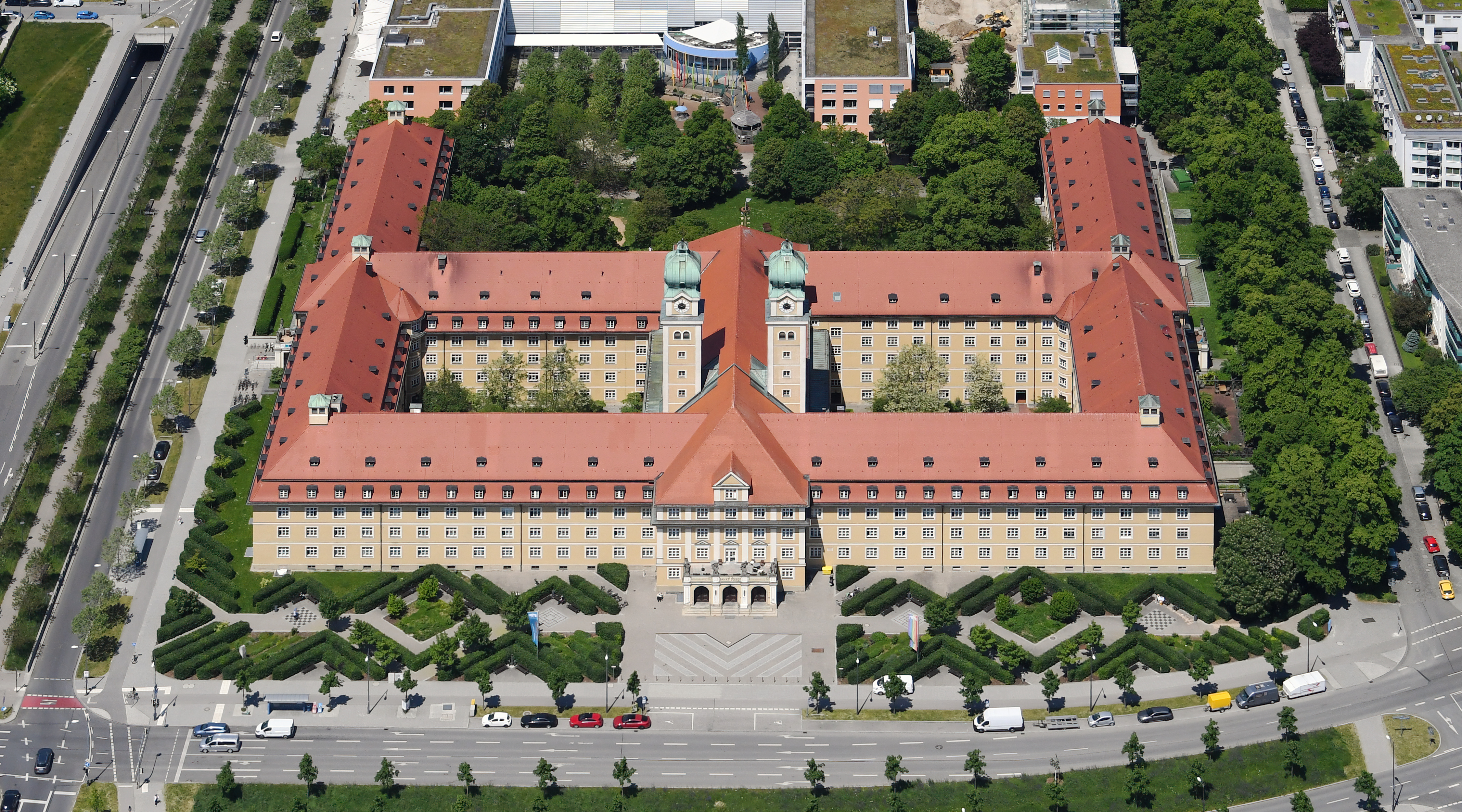
Altenheim St. Joseph am Luise-Kiesselbach-Platz in München
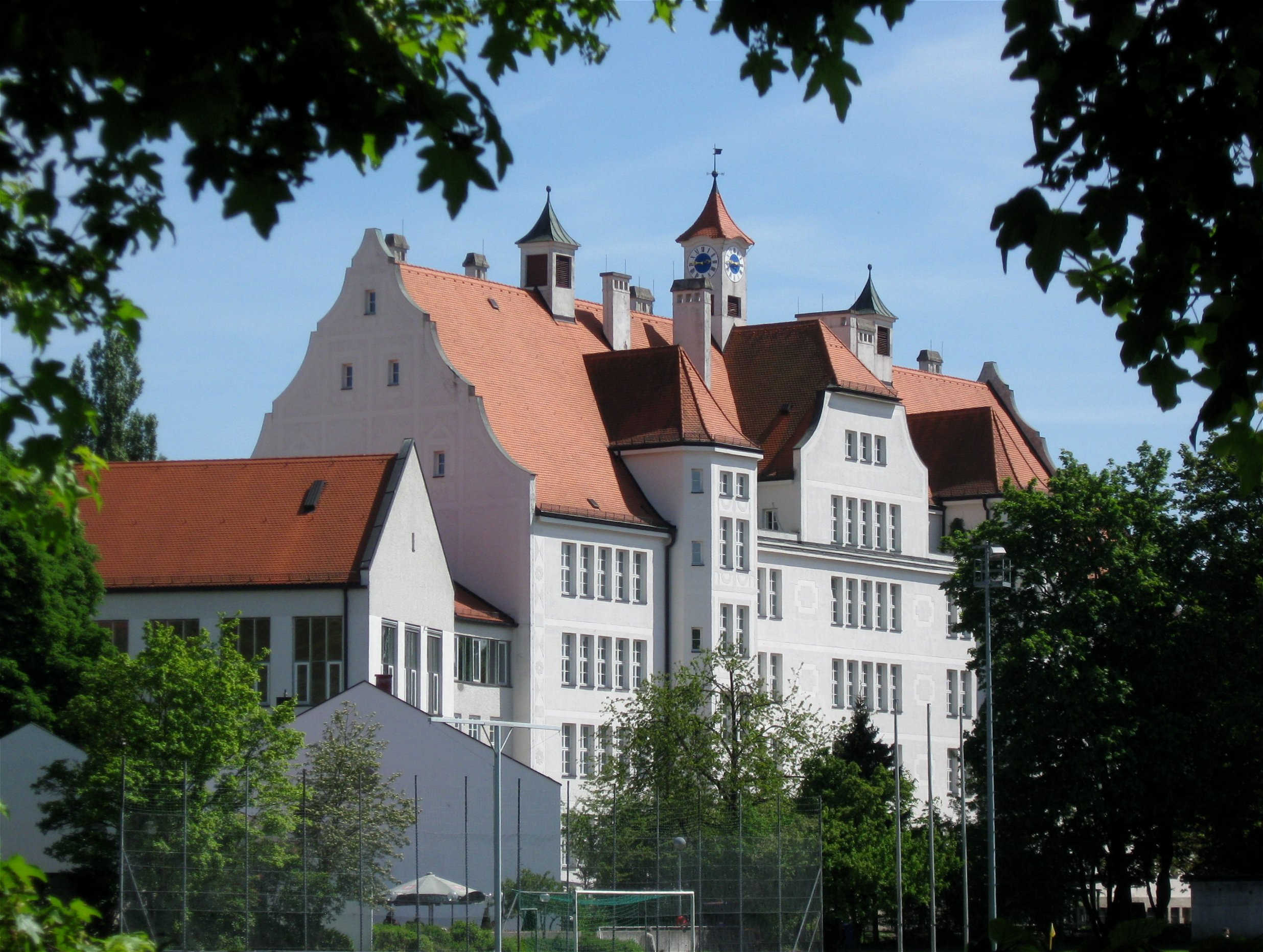
Grundschule am Agilolfingerplatz in München
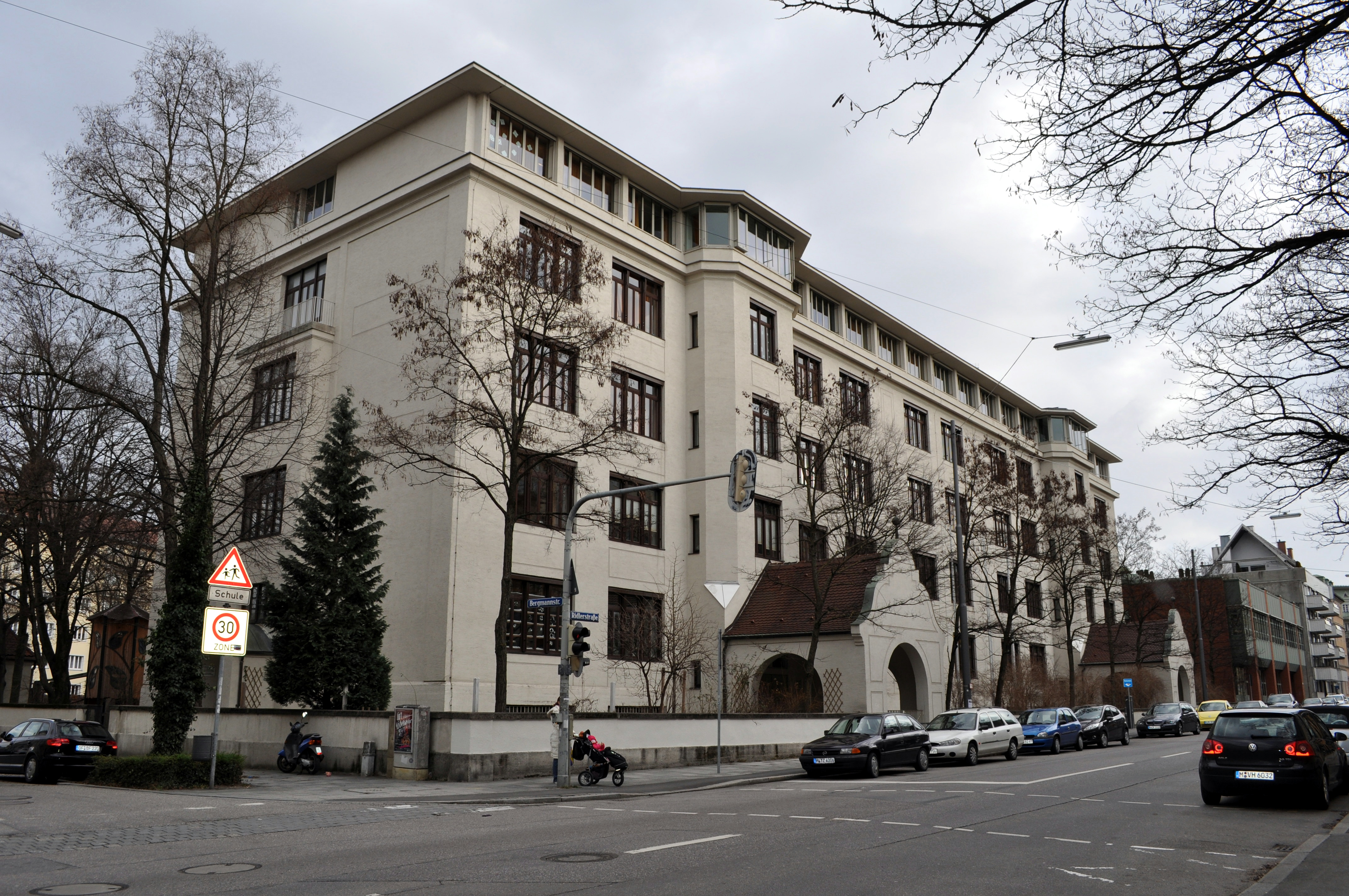
Carl-von-Linde-Realschule in der Ridlerstraße in München
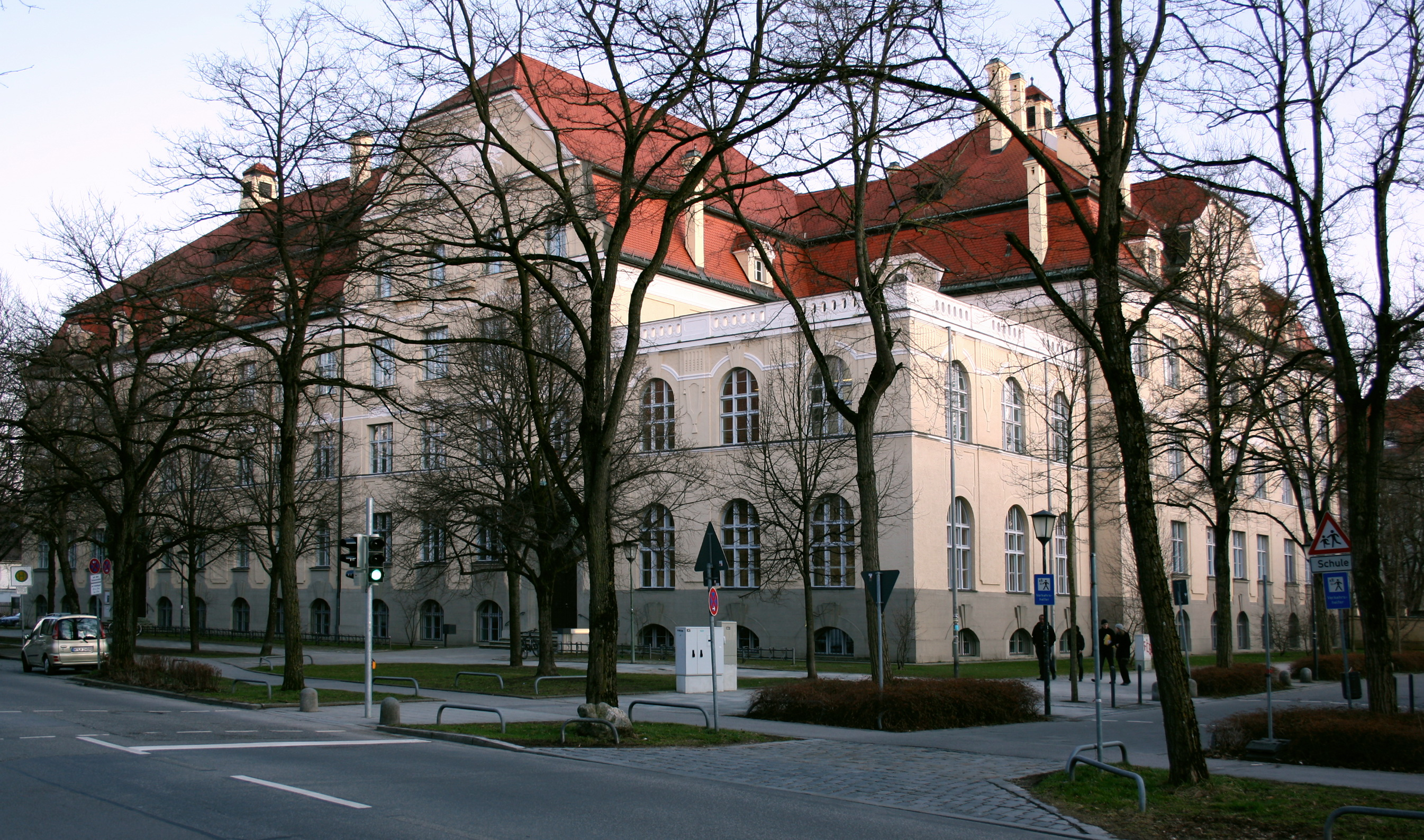
Dom-Pedro-Schule am Dom-Pedro-Platz
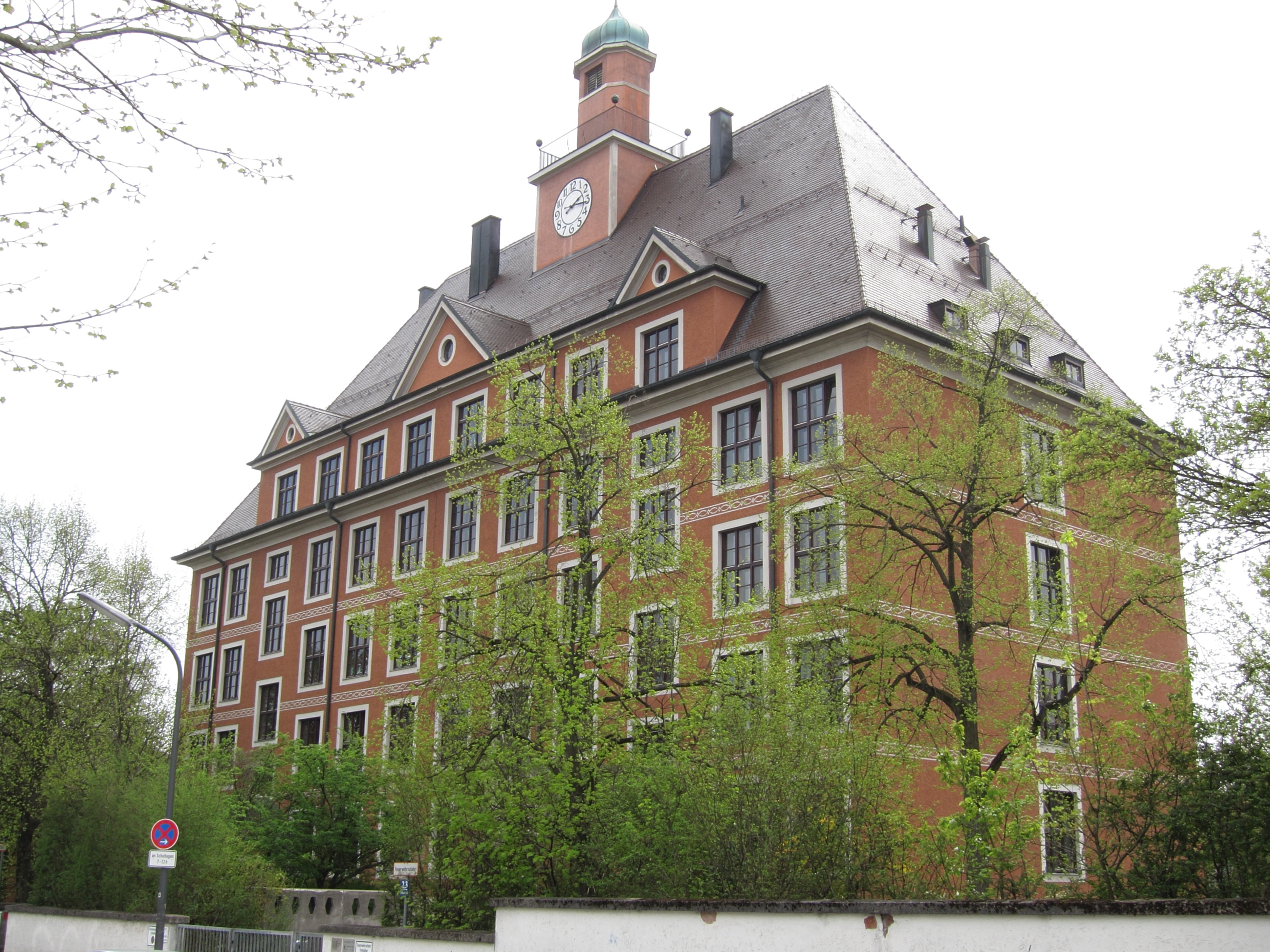
Grundschule an der Fröttmaninger Straße in München
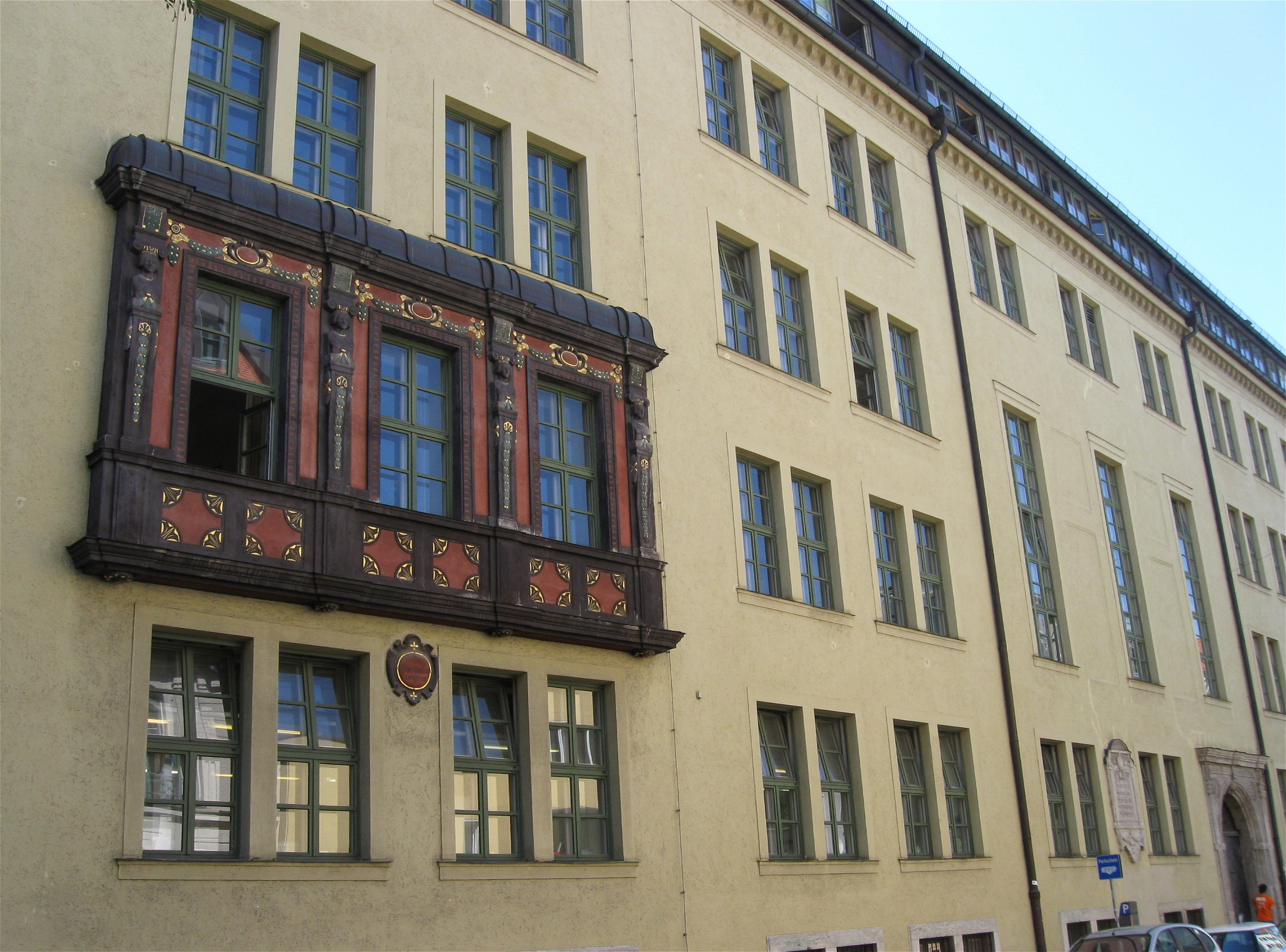
Kerschensteiner-Gewerbeschule in der Liebherrstraße in München
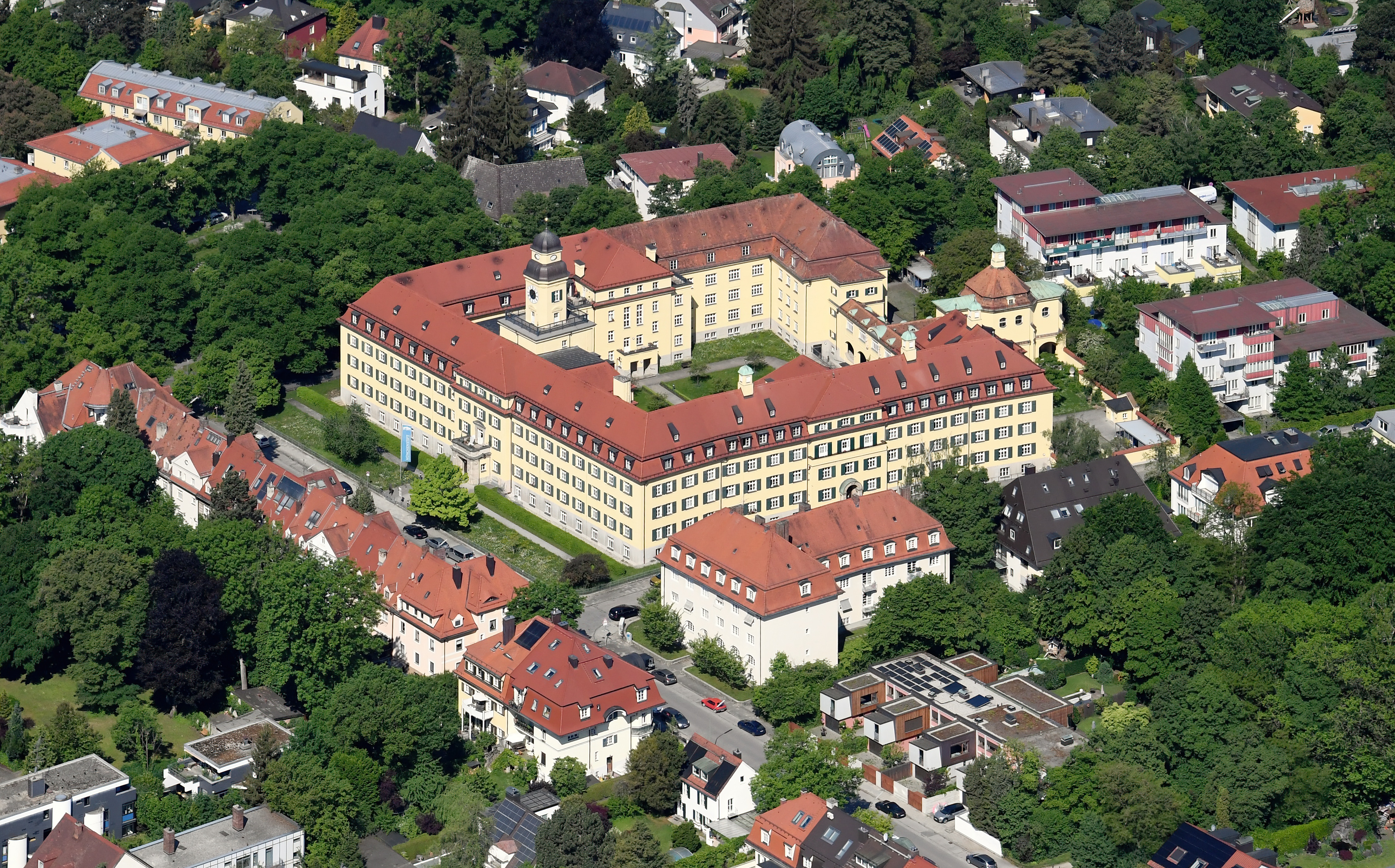
Münchener Bürgerheim in der Dall'Armistaße (Nymphenburg) in München
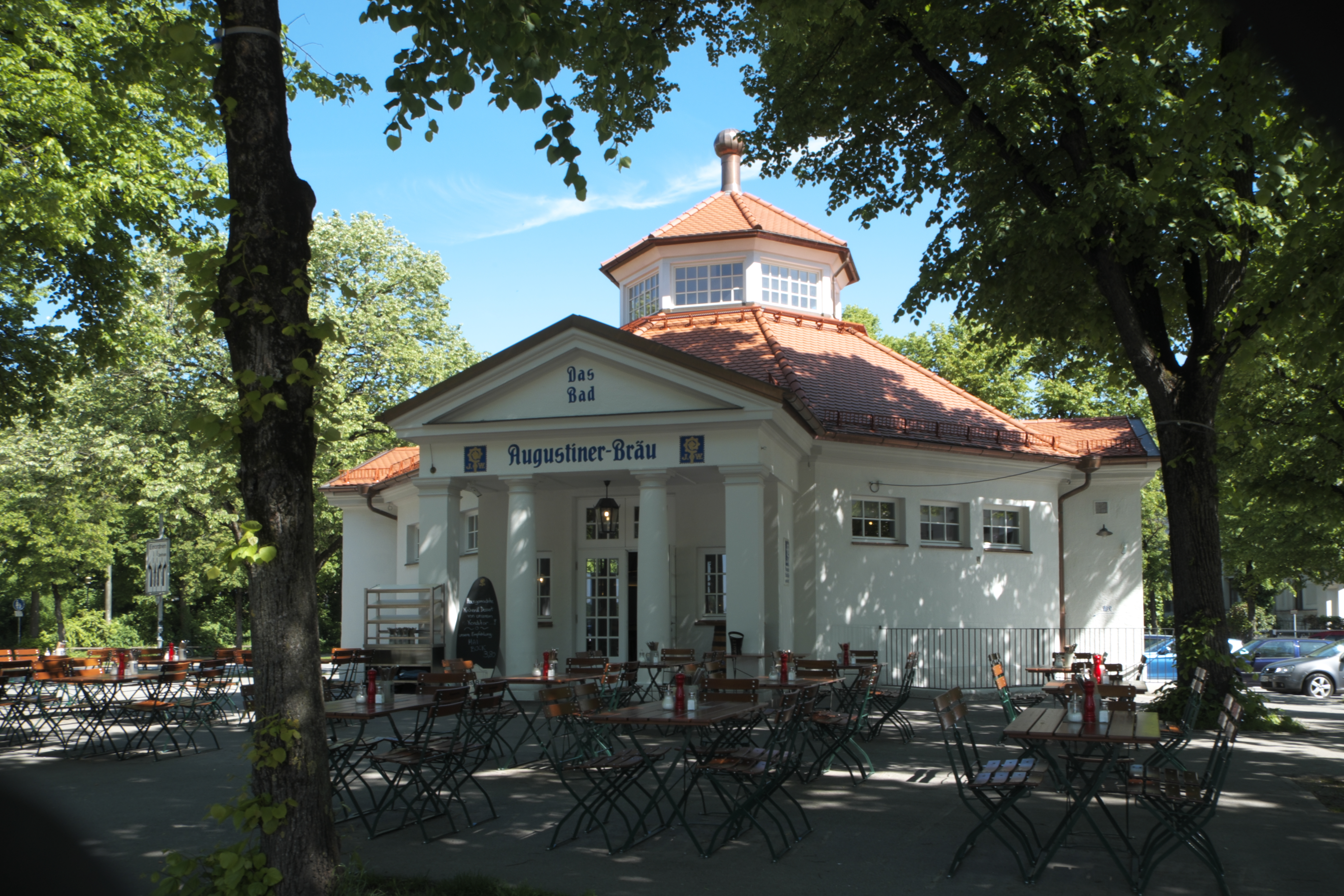
Öffentliche Bedürfnisanstalt (heute Lokal: Das Bad) am Bavariaring in München
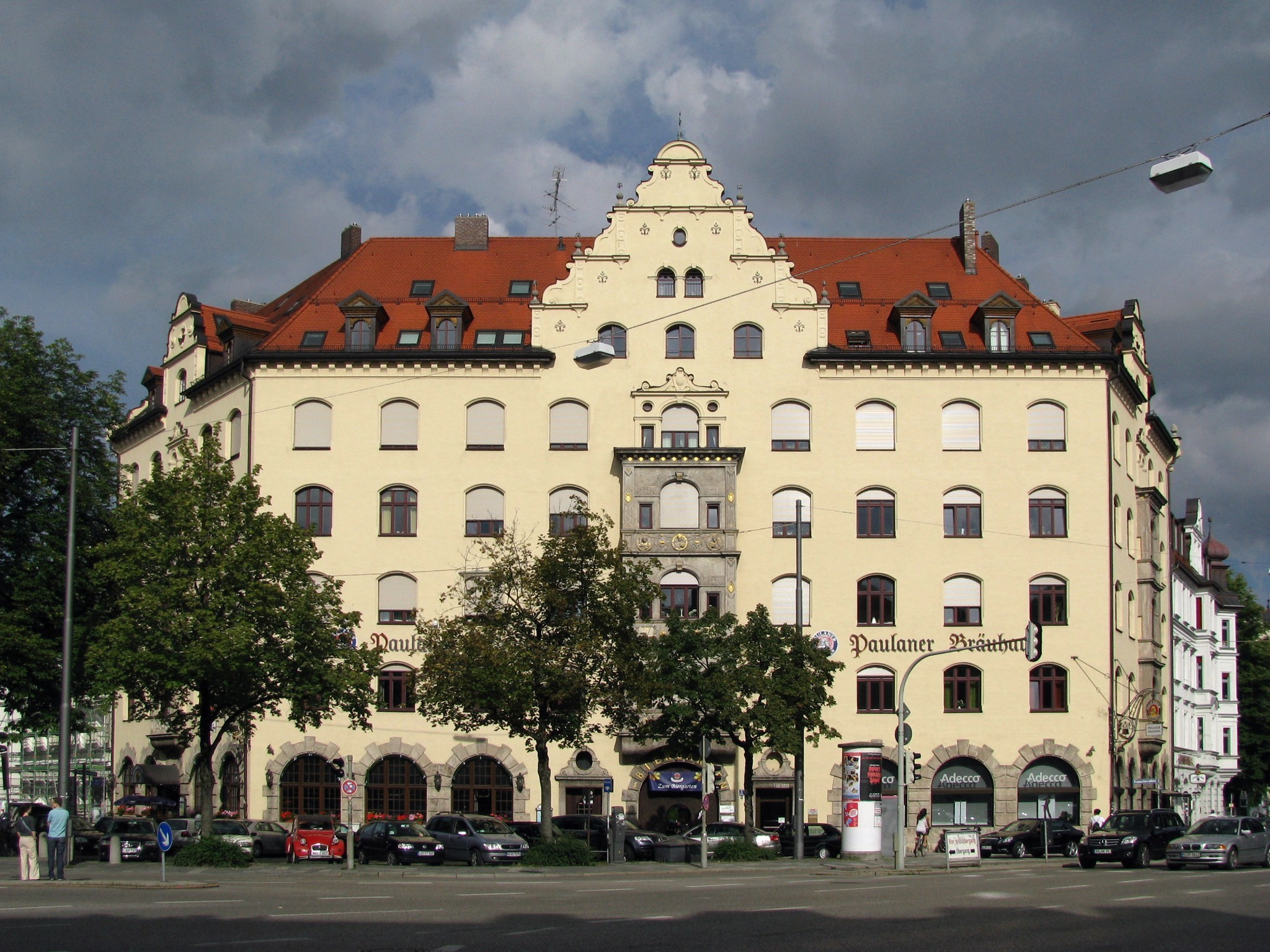
Thomasbräukeller am Kapuzinerplatz in München
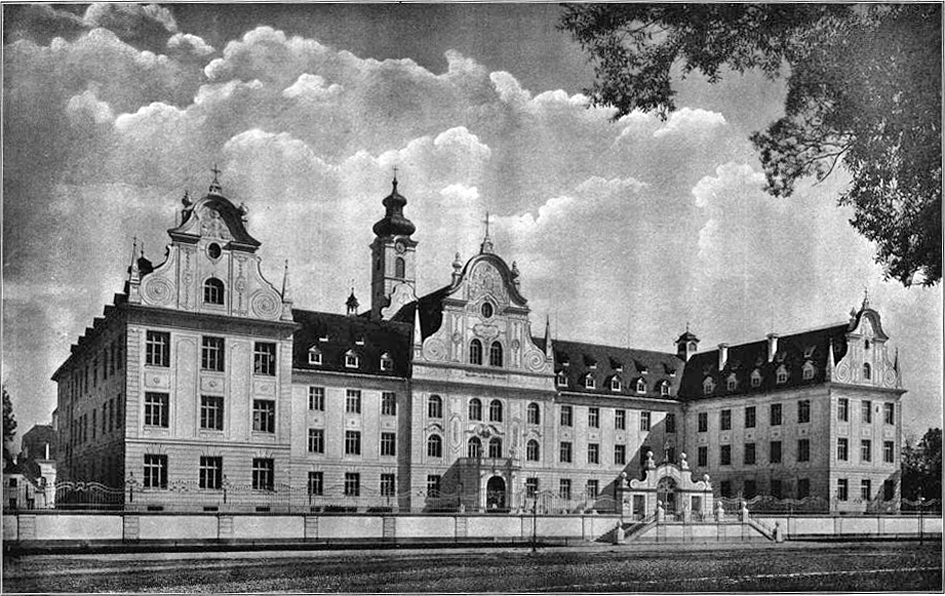
Münchner Waisenhaus (1903) in der Waisenhausstraße in München
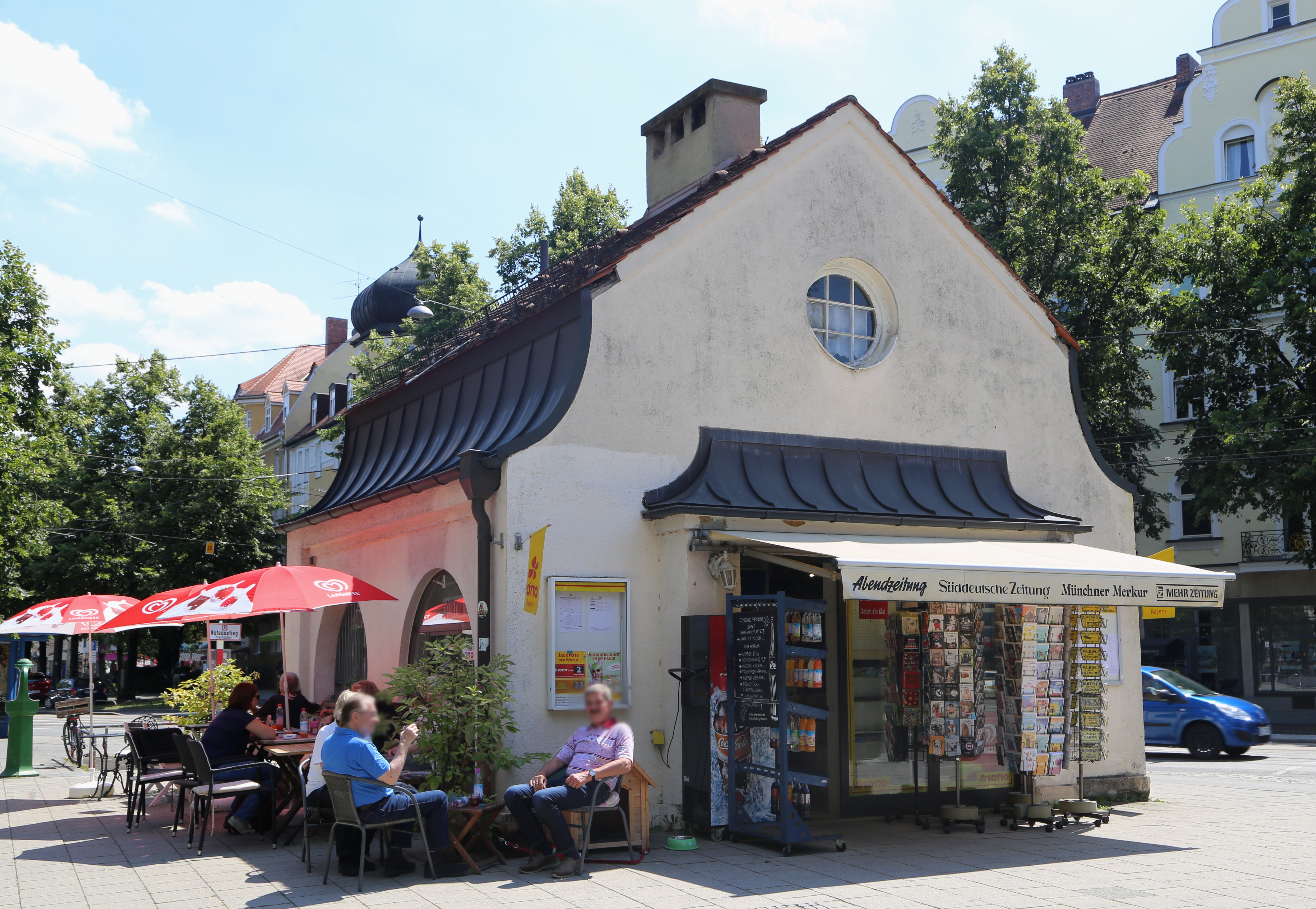
Straßenbahn Wartehäuschen in der Waisenhausstraße in München
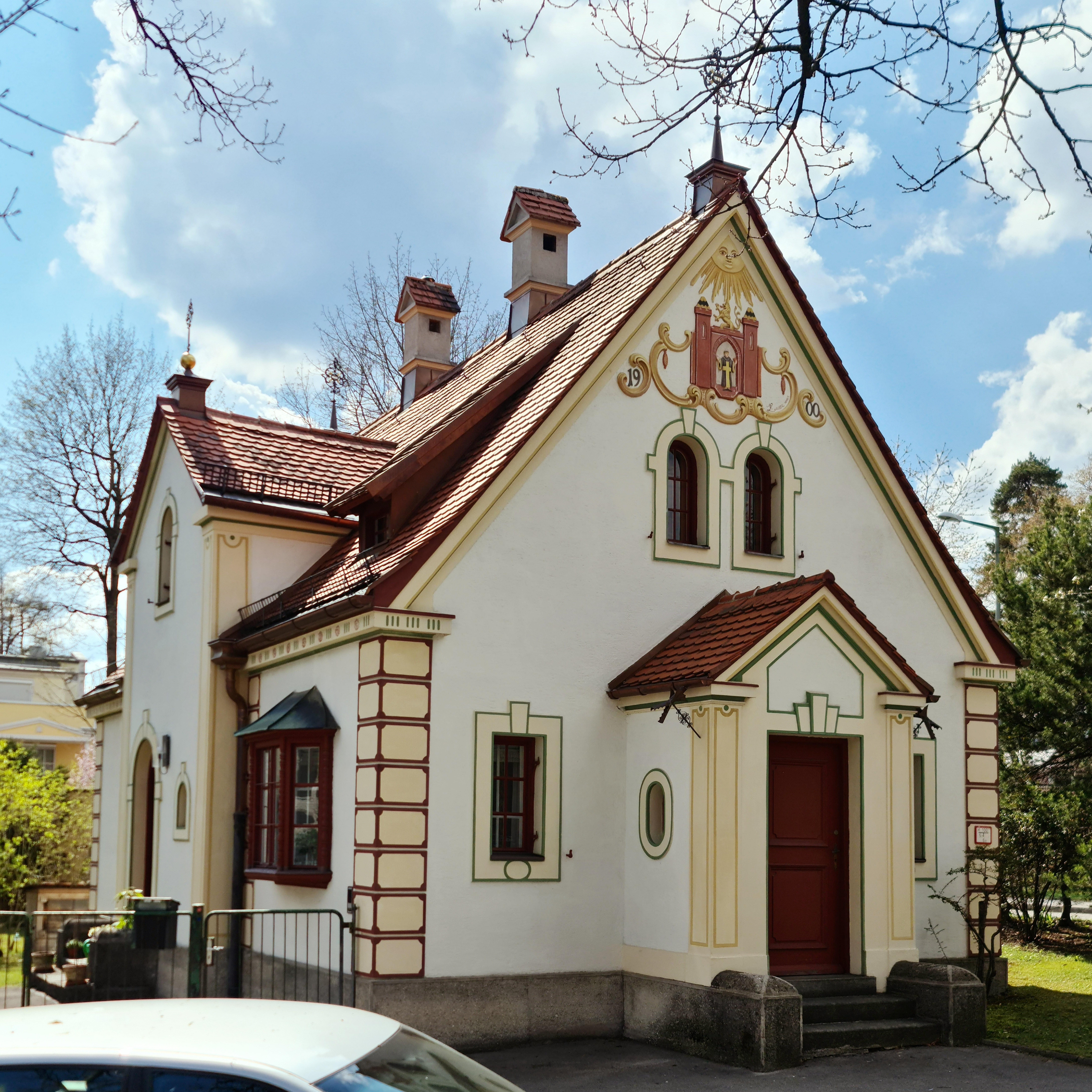
Ehem. Zollhaus in der Wolfratshauser in München
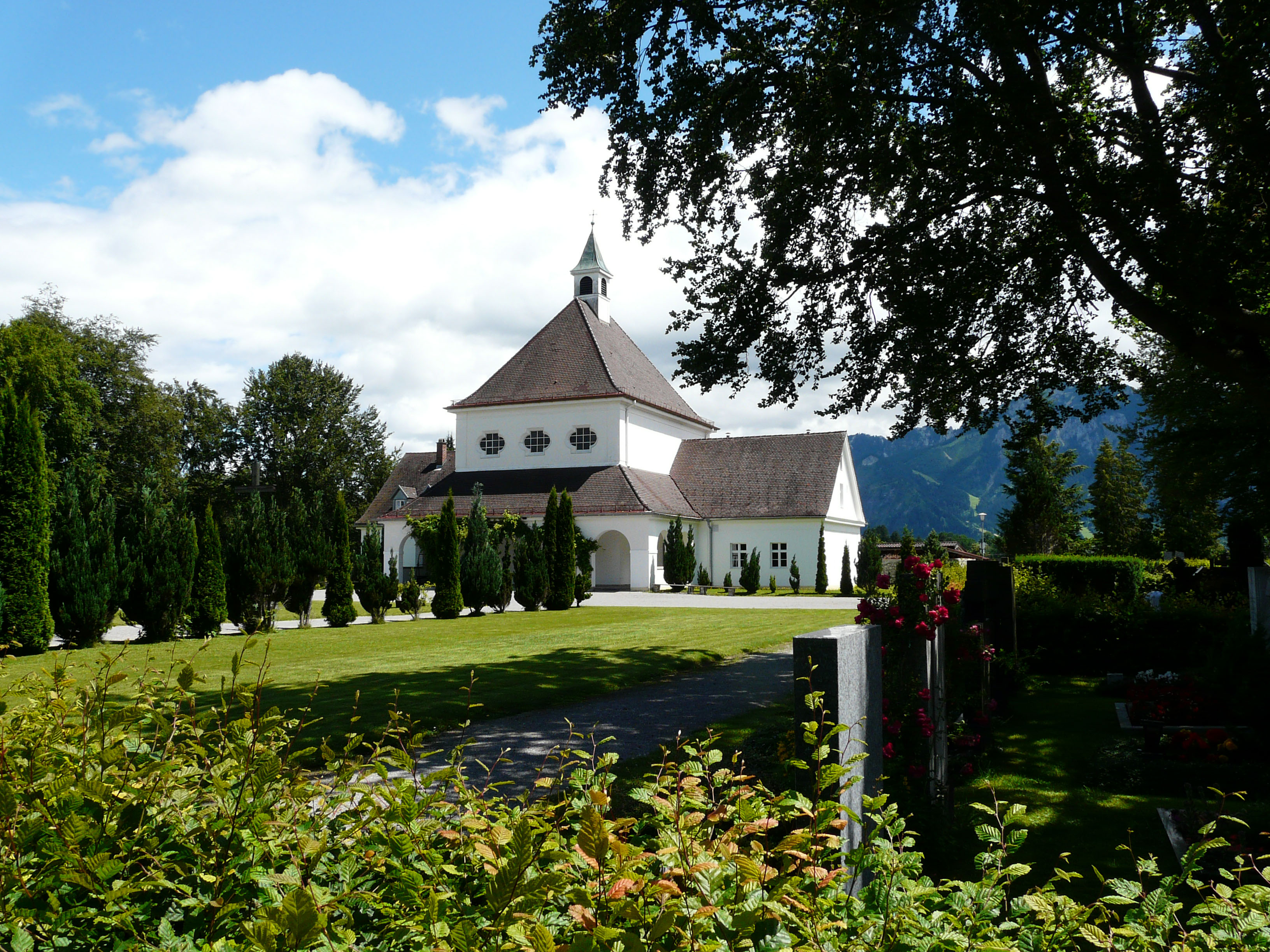
Aussegnungshalle im Friedhof in Füssen
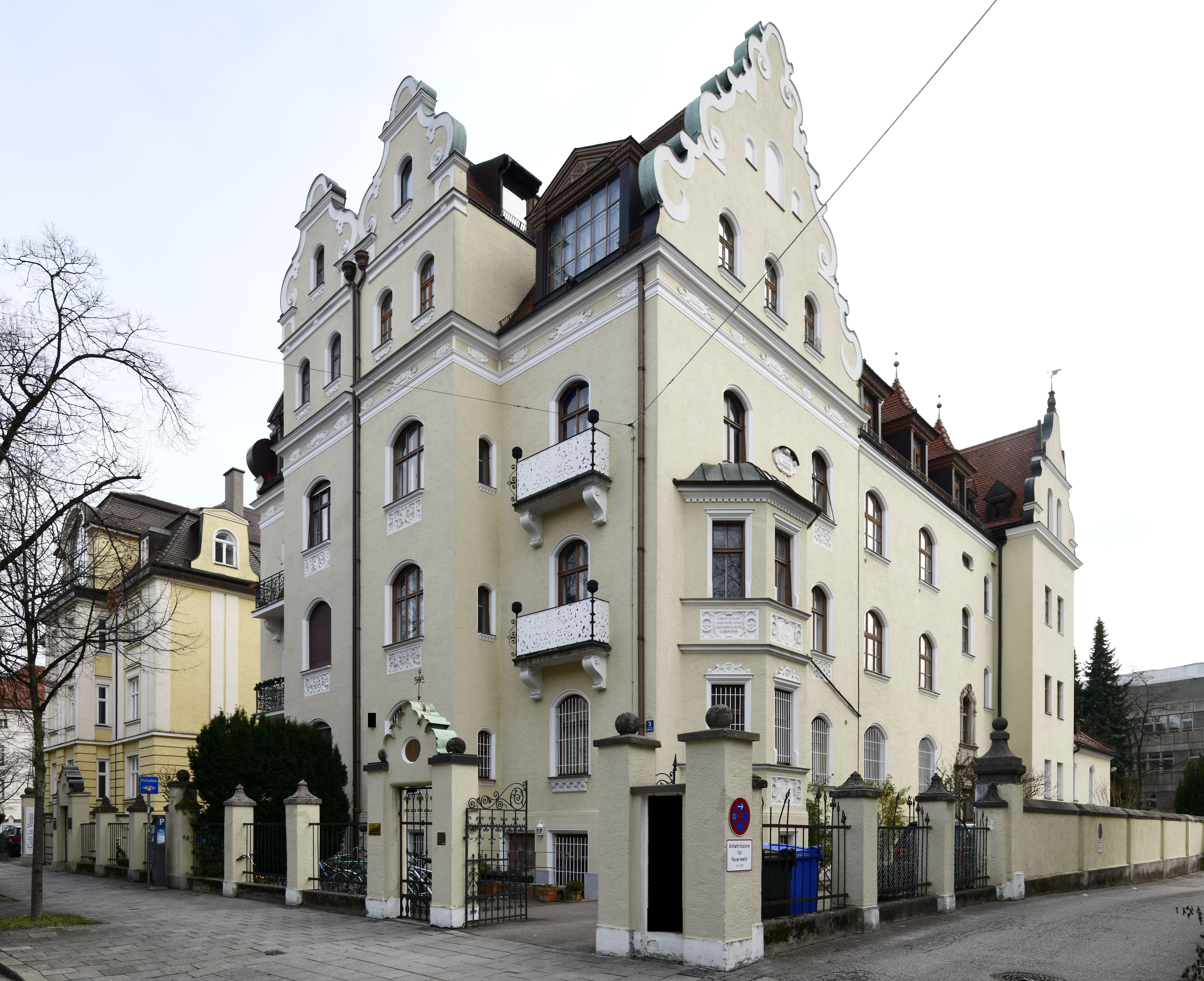
Wohnhausgruppe Beethovenstraße in München
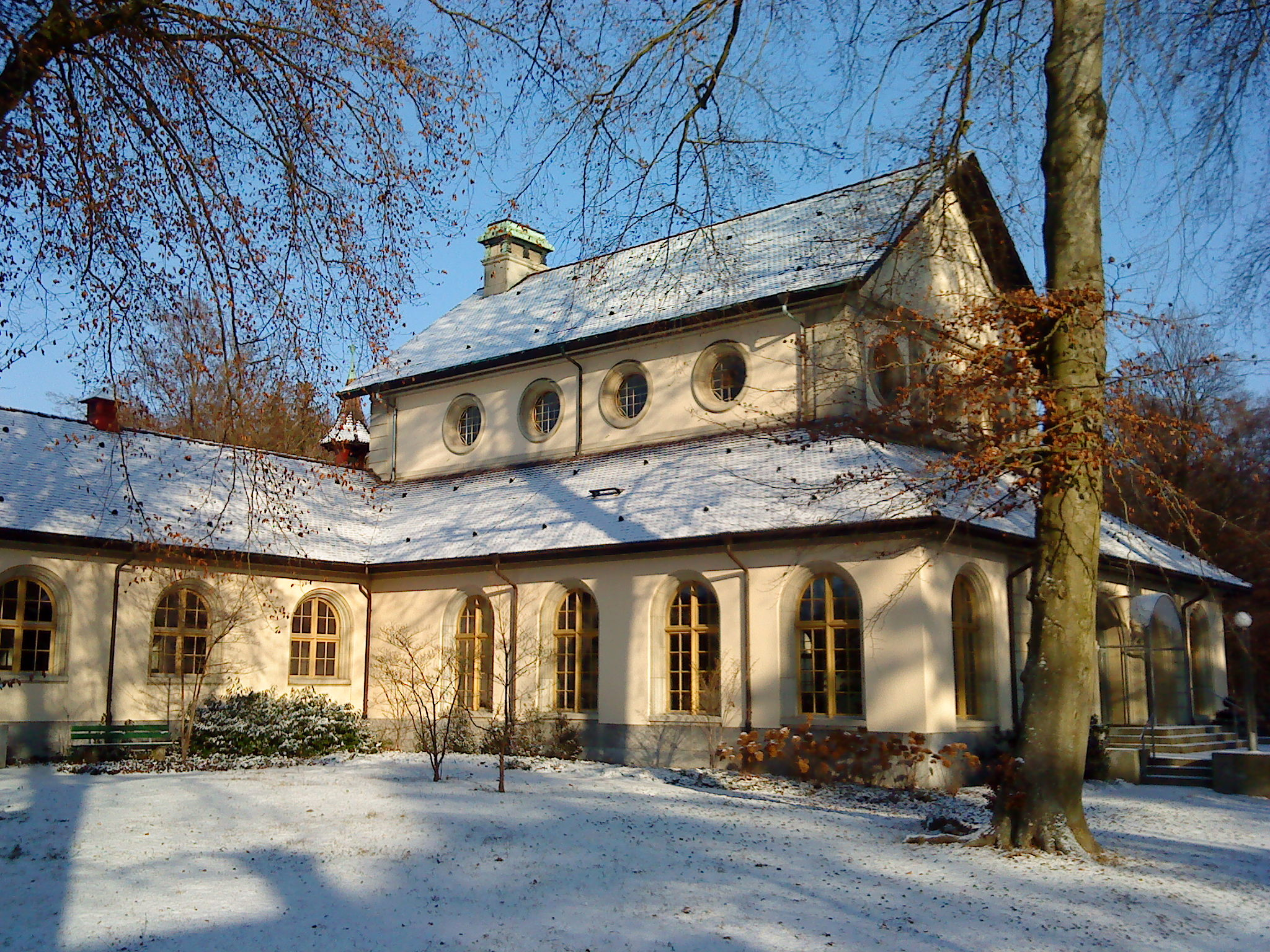
Waldfriedhof in Schaffhausen
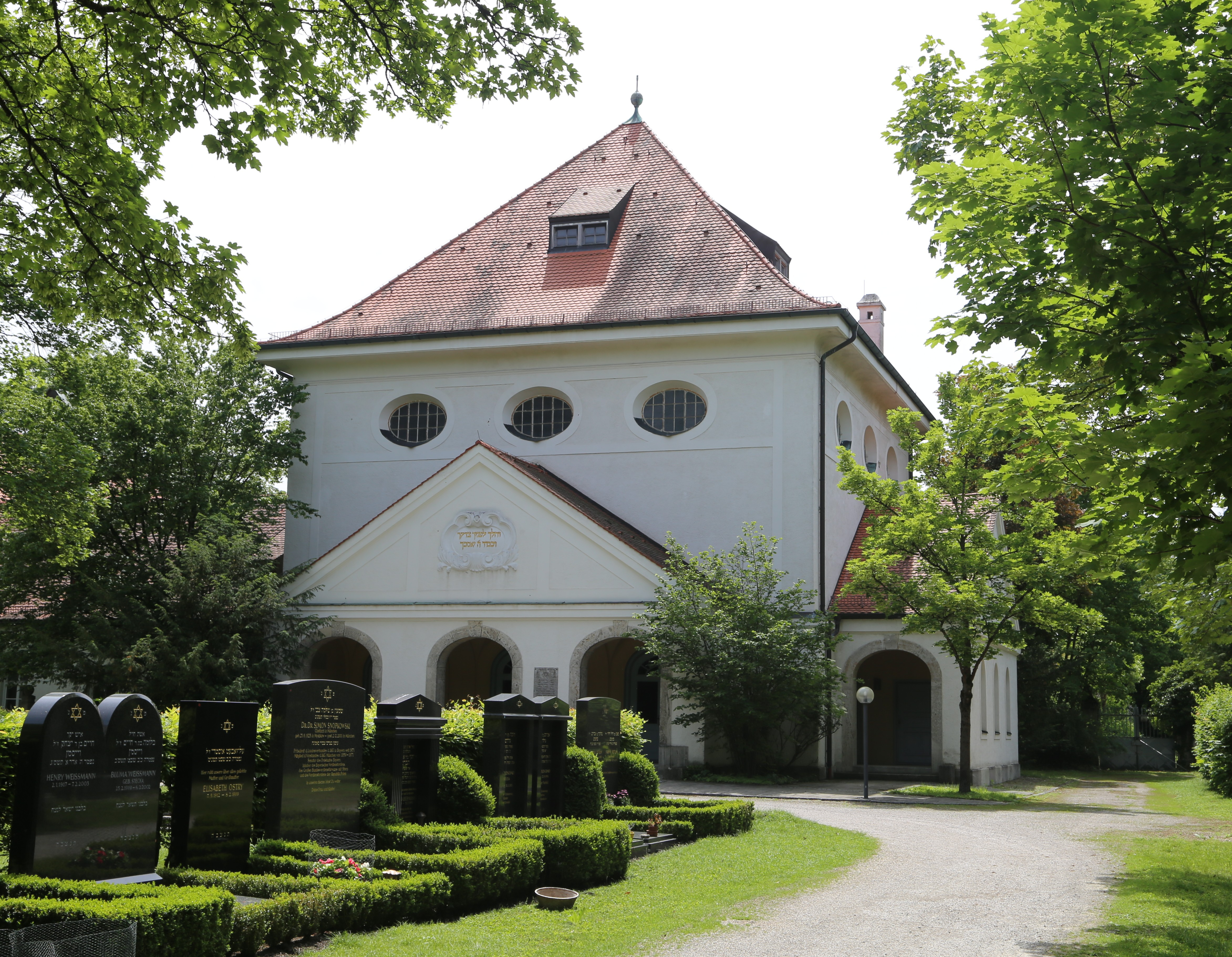
Neuer israelitischer Friedhof in der Garchinger Straße (Freimann) in München
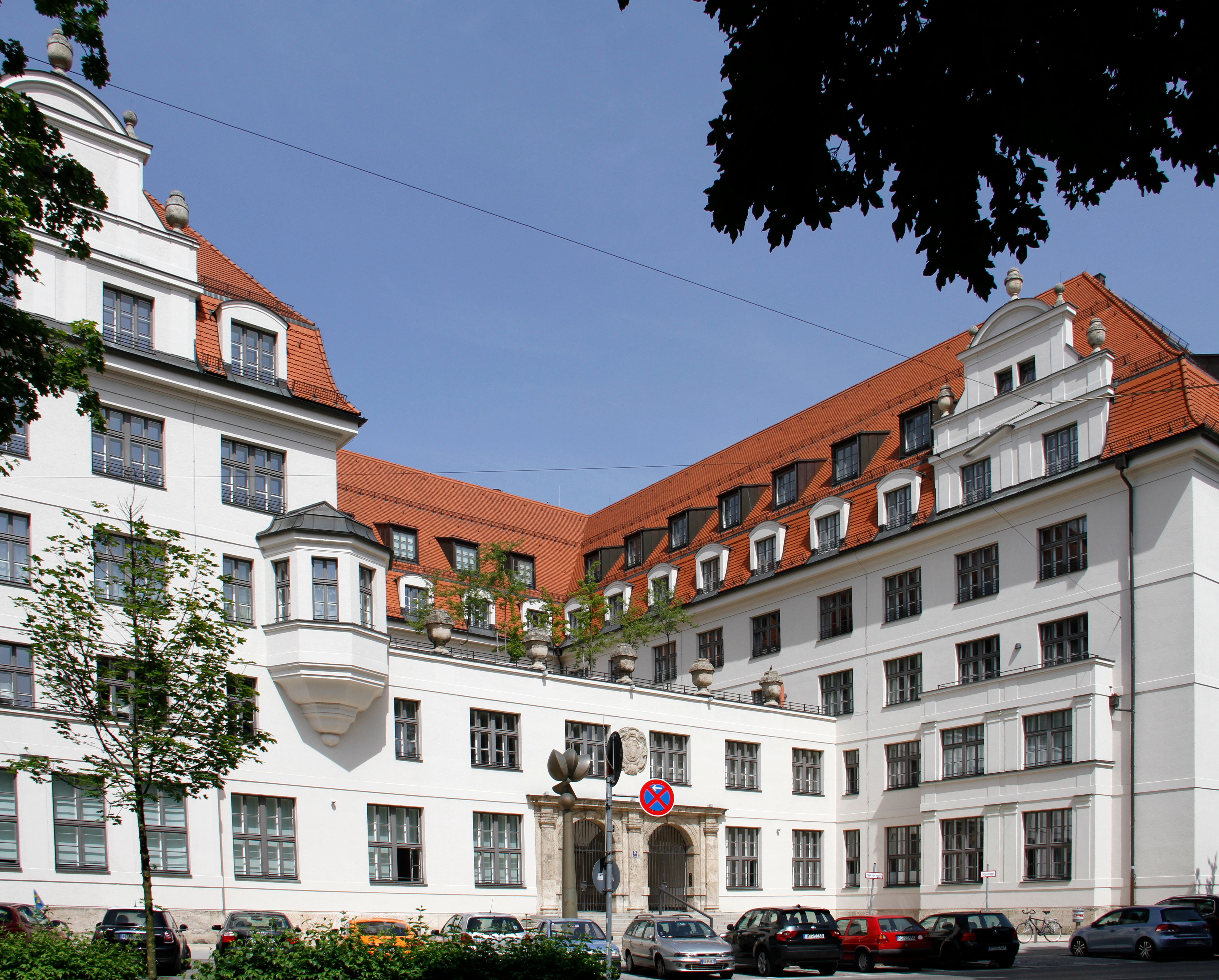
Ehemaliges städtisches Arbeitsamt in der Thalkirchner Straße in München
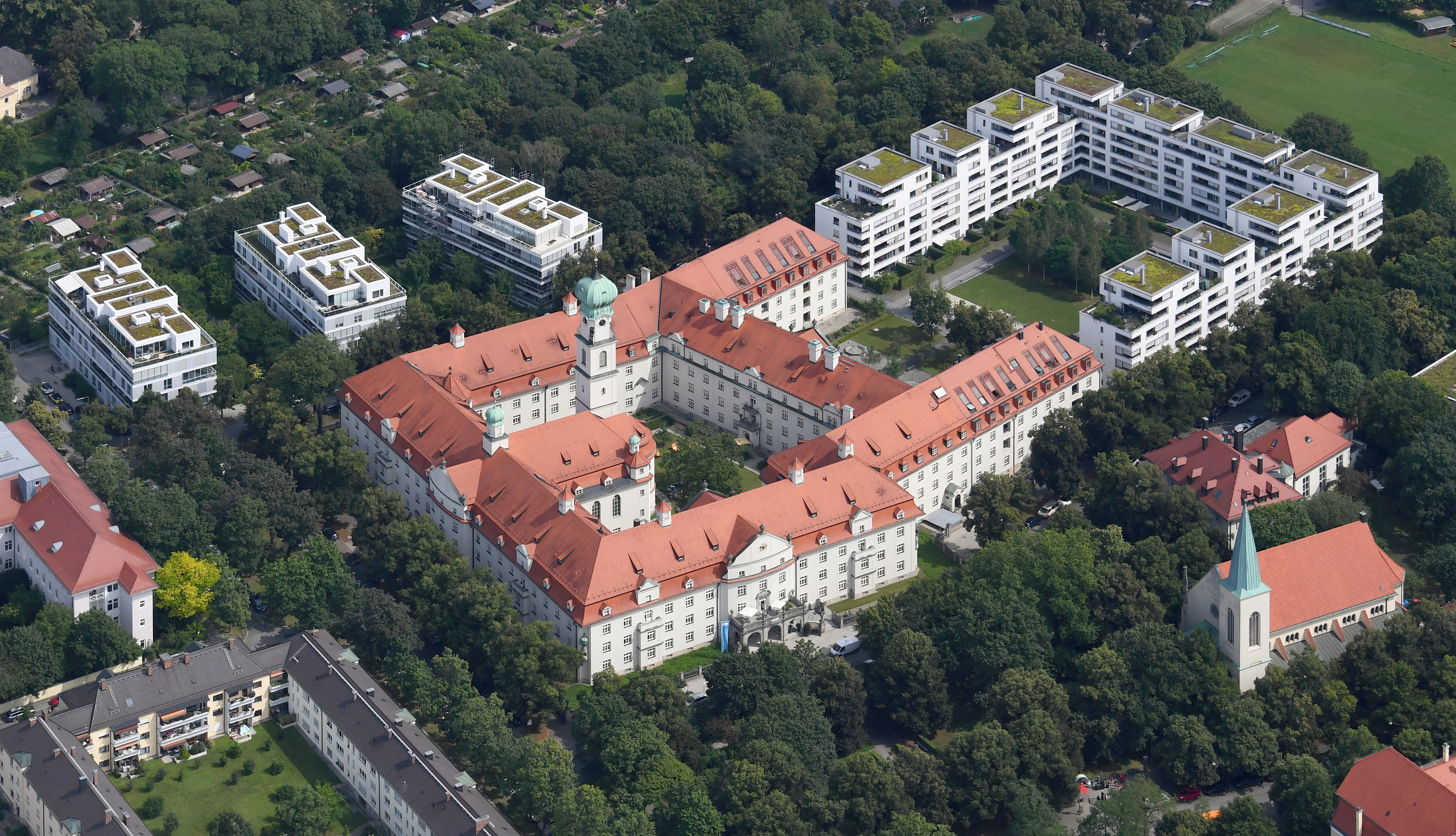
Altenheim Heilig Geist am Dom-Pedro-Platz in München